# Леонтьев, Валерий Яковлевич
Вале́рий Я́ковлевич Лео́нтьев (род. 19 марта 1949, Усть-Уса, Коми АССР) — советский и российский певец, киноактёр и композитор; народный артист Российской Федерации (1996), заслуженный артист Украинской ССР (1987), лауреат премии Ленинского комсомола (1985). Многократный обладатель музыкальных премий «Звуковая дорожка», «Овация» и «Золотой граммофон».
Записал более 30 альбомов, многие из которых расходились миллионными тиражами. За тираж альбомов «Дело вкуса» и «Грешный путь» в 1991 году удостоен премии World Music Awards («Best selling Soviet Artist of the Year»). Участник и лауреат фестиваля «Песня года». В 2021 году являлся одним из членов жюри вокального шоу «Голос 60+».
В СМИ Валерия Леонтьева иногда называют мегазвездой и легендой российской поп-музыки.

## Биография

### Детство и юность
Валерий Леонтьев родился 19 марта 1949 года в селе Усть-Уса Коми Республики. Детство провёл в селе Верхние Матигоры Холмогорского района Архангельской области. В детстве Валерий Леонтьев очень любил рисовать, занимался танцами, посещал драмкружок и солировал в школьном хоре.
В 1961 году семья переехала в город Юрьевец (Ивановская область) на Волге, где Леонтьев окончил среднюю общеобразовательную школу № 1 в 1966 году. 
Попытка поступить в Дальневосточный университет (Леонтьев мечтал стать зооокеанологом) не была предпринята из-за нехватки средств. Тогда в 1966 году он подал документы в ГИТИС, но в последний момент передумал и забрал их обратно. Вернувшись в Юрьевец, работал подсобным рабочим на кирпичном заводе, оператором на молочном заводе, тесёмщиком-смазчиком на льнопрядильной фабрике, почтальоном, электриком, портным. Затем переехал в Воркуту, где поступил в филиал Ленинградского горного института, работал лаборантом в Научно-исследовательском институте оснований и подземных сооружений.

### Исполнительская карьера
В 1966 году начал выступать солистом в xope ветеранов труда в г. Юрьевце, Ивановской области. В 1968 в городе Воркута участвовал в художественной самодеятельности. В 1969 году в составе коллектива художественной самодеятельности строителей ДК Шахтёров принимал участие в оперетте Ю. Милютина «Цирк зажигает огни».
9 апреля 1972 года во Дворце культуры шахтёров и строителей Воркуты состоялся первый сольный концерт Валерия Леонтьева. В этом же году он выиграл в Сыктывкаре региональный конкурс «Песня-72» (с песней «Карнавал на Севере»). Призом за победу в конкурсе было обучение в «Творческой мастерской эстрадного искусства Георгия Виноградова» в Москве. Однако учёбу Леонтьев не завершил и в 1973 году вернулся в Сыктывкар, где работал солистом в местной филармонии и стал солистом группы «Мечтатели», вскоре переименованной в «Эхо».
1974 — солист ансамбля «Мечтатели» в программе «Радость в пути».
В 1978 окончил заочное отделение Ленинградского института культуры. В 1979 году перешёл в Горьковскую филармонию с условием, что он будет отправлен на всесоюзный конкурс в Ялте. За исполнение 12-минутной баллады «Памяти гитариста» Давида Тухманова на стихи Роберта Рождественского Леонтьев получил первую премию в транслировавшемся на всю страну конкурсе. Продолжил сотрудничество с Тухмановым: «Ненаглядная сторона» на стихи Игоря Шаферана, «Там в сентябре» на стихи Леонида Дербенёва (впервые на телеэкране в программе «Музыкальный киоск») и др. Песня «Танцевальный час на солнце» Тухманова принесла Леонтьеву первую премию на фестивале «Золотой Орфей» (Болгария, 1980).
В 1981 артист принимает участие в первом Всесоюзном поп-рок-фестивале «Ереван — 81», за что удостаивается приза «За популярность». Выступление застаёт иностранная пресса, которая сравнивает исполнителя с известным за рубежом Миком Джаггером, чем вызывает бурю негодования у верхов тогдашней эстрады. 
В 1981 году Леонтьев принимает участие в финальном концерте телевизионного фестиваля эстрадной песни «Песня — 81» с песней «Ненаглядная сторона» (эфир — 1 января 1982 года на первой программе ЦТ СССР).
Получив признание слушателя, но нелюбимый верхами Валерий Леонтьев попадает в опалу до 1985 года, которая не помешала ему сняться в двух фильмах — «На чужом празднике» и «Не ходите, девки, замуж», а также исполнить закадровые песни ещё в одном. Вскоре творчеством Леонтьева заинтересовывается Давид Тухманов. Сотрудничество с культовым композитором открывает исполнителю путь к большой сцене.
В 1982 году у Леонтьева обнаружили доброкачественную опухоль на голосовых связках. Валерий переживал, что не сможет петь, но голос восстановился, и он продолжил выступать.
С 28 июля 1983 по 1995 годы работал в Ворошиловградской филармонии (Луганской) солистом-вокалистом эстрадного жанра, художественным руководителем вокально-инструментального ансамбля «Эхо», а также в тандеме с музыкальным руководителем и аранжировщиком группы «Эхо» Юрием Варумом лично написал в качестве композитора ряд песен из своего репертуара («Продавец цветов», «Выставка собак» и др.). Песни авторства Валерия Леонтьева можно было услышать в концертных программах певца того периода: «Наедине со всеми», «Звёздный сюжет», «Избранное», «Дело вкуса» и «Полнолуние».
В 1980-х годах начался период работы с Раймондом Паулсом, наиболее активный в 1984—1986 («Зелёный свет», «Гиподинамия», «Годы странствий», «Затмение сердца», «Исчезли солнечные дни» и др.), участие в программе Паулса «Святая к музыке любовь» в ГЦКЗ «Россия». Песня «Прощание с мамой» положила начало сотрудничеству с Лорой Квинт. Ежегодно готовились новые песенные программы, премьеры которых проходили в Ленинграде в концертном зале «Октябрьский», а с середины 1980-х в Москве в ГЦКЗ «Россия»: «Я просто певец» (1982), «Бегу по жизни» (1984), «Наедине со всеми» (1985), «Звездный сюжет» (1986), «Признание» (1987), «Мне кажется, что я ещё не жил» (1990) и другие. Давняя мечта о театре привела Леонтьева к работе над рок-оперой. В ГЦКЗ «Россия» состоялась премьера оперы «Джордано» (1988, муз. Л. Квинт, стихи В. Кострова, режиссёр В. Дружинин), в которых Леонтьев исполнил три разноплановые роли: Джордано, Шута, Сатаны.
Молодой Валерий Леонтьев выбрал для себя образ «сияющий луч». Он носил белые узкие костюмы в стиле «Лихорадки субботнего вечера», облегающие комбинезоны, серебряные скини, летящие блузы и обувь на каблуке. Для выступления на «Песне года-91» носил лосины цвета бордовый металлик и футболку в крупную сетку. Позже носил виниловые шорты и кожаные бандажи.
В 1985 году Валерий Леонтьев с песнями «Человек-магнитофон», «Затменье сердца», «Полюбите пианиста» принял участие в фильме-концерте с песнями на стихи Андрея Вознесенского «Витражных дел мастер».
В 1985 году принимал участие в церемонии торжественного открытия XII всемирного фестиваля молодёжи и студентов на стадионе в Лужниках.
В 1986 году Леонтьев вместе с Лаймой Вайкуле исполнил песню «Вернисаж».
Июнь 1986 — гость конкурса советской песни в Зелёна-Гуре (Польша).
Был удостоен премии Ленинского комсомола (1985), в 1987 году Леонтьеву присвоено звание заслуженного артиста Украинской ССР.
В ходе перестройки в 1987 году в Министерстве просвещения СССР рассматривалось участие Советского Союза в европейском песенном конкурсе «Евровидение». Министр просвещения СССР Георгий Веселов предложил отправить Валерия Леонтьева. Однако эта идея не была поддержана в ЦК КПСС и Горбачёвым. В Министерстве просвещения большинство было настроено на то, что СССР ещё не готов к столь радикальным шагам.

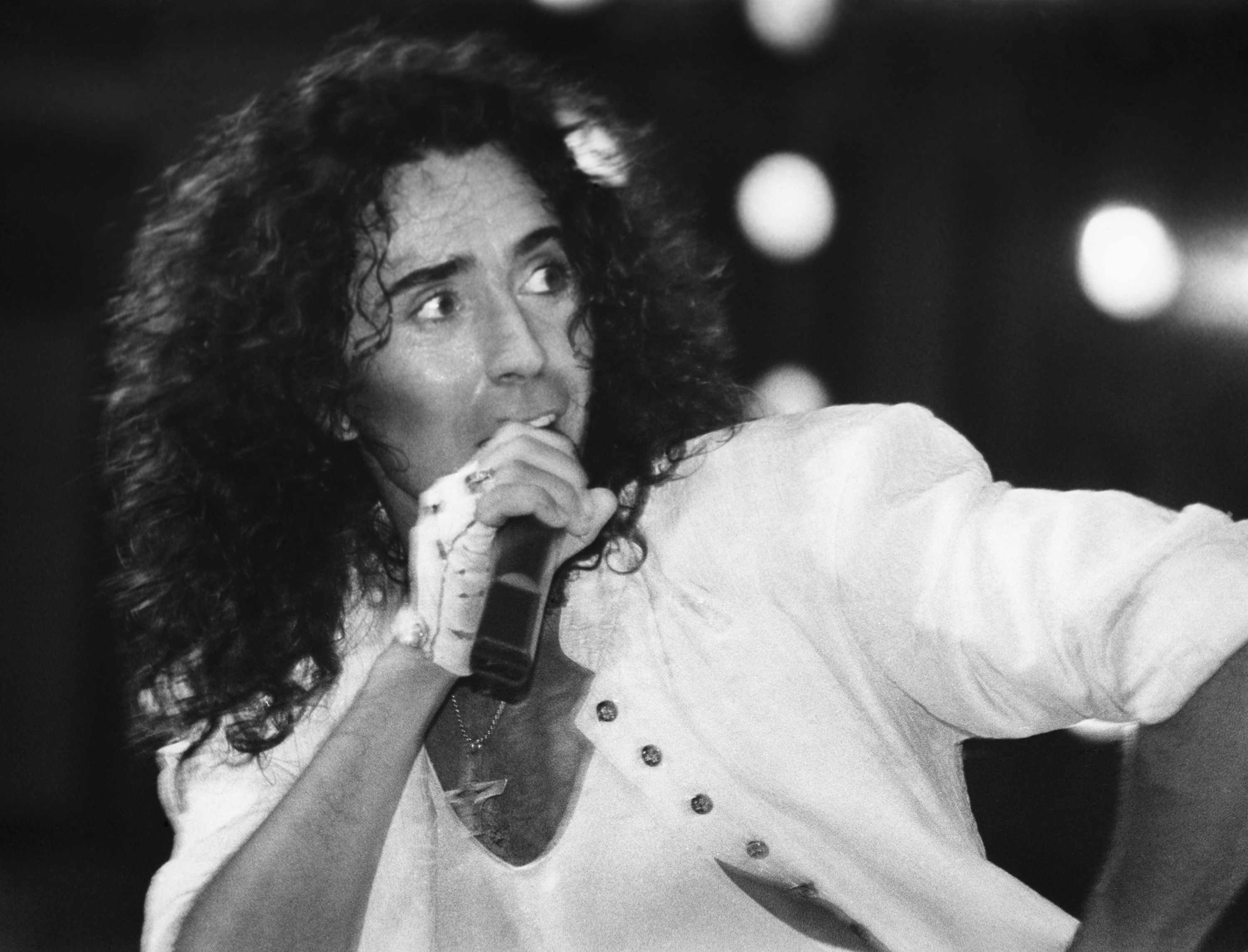
1994 год

В 1991 году Леонтьев получил премию World Music Awards как лучший исполнитель, лидер по продажам звуконосителей в СССР.
В 1997 году с композитором Ю. Чернавским записал в США альбомы «По дороге в Голливуд» и «Санта-Барбара». Тогда же в Голливуде был снят клип «По дороге в Голливуд», полностью сделанный американцами ().
С 1992 по 1998 год работал с балетом Аллы Духовой «Тодес». С 1998 года работает со своим балетом «Опасные связи».
28 марта 1998 года недалеко от Кремля на «Площади звёзд эстрады» прошла торжественная церемония закладки именной звезды Валерия Леонтьева. 
21 июля 1998 — сольный концерт в Витебске в рамках фестиваля «Славянский базар».
В 1999 вышло приуроченное к 50-летию Леонтьева шоу «Фотограф сновидений» (реж. Гарнизов, художник Гримм), в котором широко использовались лазерные эффекты, экран, трюки с «улетающим» артистом. Проект принадлежал композитору Владимиру Евзерову, предложившему песни на стихи А. Блока, А. Ахматовой, М. Цветаевой, Р. Бернса.
5 июня 2003 года на первой «Премии МУЗ-ТВ 2003» Валерий Леонтьев выступил на сцене с песней «Шери».
10 и 11 апреля 2004 года в Государственном Кремлёвском Дворце Валерий Леонтьев принимает участие в больших авторских концертах Давида Тухманова «Притяжение любви».
Все свои концерты и танцевальные шоу Леонтьев ставит сам. Его оригинальные костюмы также авторские. Валерий Яковлевич известен и как актёр. На его счету картины «На чужом празднике», «Экстрасенс» и другие. Не раз Леонтьев появлялся на экранах как герой документальных лент о жизни и творчестве.
В 2009 году именная звезда Леонтьева появилась на «Аллее звёзд» Славянского базара в Витебске.

### Завершение творческой карьеры
19 марта 2024 года, в свой 75-летний юбилей, Валерий Леонтьев сообщил о завершении своей карьеры, проведя на сцене в общей сложности 52 года. По словам представителя артиста, такое решение объясняется возрастом певца, и прощального выступления не планируется. При этом певец продолжает иногда выступать на закрытых корпоративах.
8 и 9 ноября 2024 года Валерий Леонтьев выступил на юбилейном концерте к 70-летию композитора, народного артиста России Игоря Крутого.

### Прочее
Несколько раз Леонтьев выступал в качестве ведущего сборных концертов, таких как юбилеи концертного зала «Октябрьский» или некоторые вечера в рамках «Новой волны».
Валерий Леонтьев периодически выступает как член жюри или наставник различных конкурсов, фестивалей и музыкальных телешоу, таких как «Утренняя звезда», «Новая волна», «Crimea Music Fest», «Славянский базар», «Главная сцена». 
С 3 сентября по 1 октября 2021 года также один из наставников в четвёртом сезоне российской версии шоу «Голос. 60+» (Первый канал).

## Общественная позиция
Неоднократно положительно отзывался о Владимире Путине и его политической деятельности. В апреле 2017 года был внесён в Миротворец за концерты в Крыму.
О вторжении России на Украину Леонтьев напрямую не высказывался, но отметил, что нестабильная политическая обстановка — одна из причин его неготовности вернуться к активным выступлениям, в том числе за рубежом.

## Семья и личная жизнь
Отец — Яков Степанович Леонтьев (ум. в 1979), происходил из поморов Архангельской области.
Мать — Екатерина Ивановна Леонтьева (в девичестве — Клюць) (1906—1996), украинка, родилась в Екатеринославской губернии, село Петро-Михайловка, ныне Запорожская область, Украина. Существует версия, что Екатерина Ивановна была бабушкой, а не матерью Валерия, а настоящей матерью певца является её дочь Майя, которая была на момент рождения Валерия несовершеннолетней. Сам Леонтьев в 2006 году говорил, что «не очень верит в эту историю, так как документов, её подтверждающих, фактически не существует». Сама Майя, по словам Леонтьева, никогда ничего не говорила ему на эту тему, и своей единственной мамой он считает Екатерину Ивановну.
Старшая сестра — Майя Яковлевна Рудая (в девичестве — Леонтьева) (1930 — 6 января 2005), работала в Анапе директором магазина.
Валерий Леонтьев (неофициально с 1972 года, официально с 1998) женат на Людмиле Яковлевне Исакович (род. 1953), бывшем руководителе ансамбля «Эхо» из Сыктывкара и бывшей бас-гитаристке своего коллектива. Исакович живёт в Майами с 1992 года, занимается стрижкой собак, грумер. Детей у супругов нет.

## Творческие работы

### Концертные программы
- 9 апреля 1972 — первый сольный концерт в ДК «Шахтёров» (ДКШ), г. Воркута[30];
- 1973—1979 — солист Сыктывкарской филармонии АССР Коми;
- 1978 — первый выход на сцену Большого Концертного зала «Октябрьский»
- 1979 — победа на Всесоюзном конкурсе на лучшее исполнение песен стран социалистического содружества на IV фестивале «Крымские зори» в Ялте;
- 1980 — лауреат 1 премии на XVI международном фестивале эстрадной песни «Золотой Орфей» с композицией «Танцевальный час на солнце» (муз. Д. Тухманов);
- 1980 — первые концерты в Москве (Лужники, Театр Эстрады, ЦДКЖ)
- 1980 — участие в программе «От Олимпии до Лужников»; «Гори огонь Олимпиады» в Театре Эстрады
- 1981 — первые сольные концерты в БКЗ «Октябрьский», Ленинград;
- 1981 — первое участие в финале фестиваля «Песня года»;
- 1981 — участие в конкурсе-фестивале «Ереван — 81»;
- 1983 — солист Ворошиловградской филармонии;
- 1983 — концертная программа «Я просто певец» (18 аншлаговых концертов в Ленинграде);
- 1984 — концертная программа «Бегу по жизни»;
- 1985 — концертная программа «Наедине со всеми». Вследствие очередей за билетами на нескольких центральных улицах Ленинграда останавливается транспортное движение;
- 1986 — концертная программа «Звёздный сюжет»;
- 1987 — концертная программа «Избранное»;
- 1988, июнь — 1989, ноябрь — рок-опера «Джордано», более 50 концертов в Москве и Ленинграде. Леонтьев играет 3 главные роли — Джордано Бруно, Шута и Сатаны;
- 1988 — шоу «Дело вкуса», гастрольный тур по Индии;
- 1988—1989 — гастрольный тур по городам СССР. К примеру, в Новосибирске Леонтьев даёт серию из 27[31], а Алма-Ате из 33 сольных концертов;
- 1990 — шоу «Мне кажется, что я ещё не жил» в СК «Олимпийском». Гастроли в США, Индии, Германии, Израиле;
- 1993 — шоу «Полнолуние» — первое супер-шоу в России.
- 1994 — шоу «Красавица и Казанова» — первый концерт поп-звезды с симфоническим оркестром в России. С участием секс-символа 1960-х Джины Лоллобриджиды;
- 1996 — шоу «По дороге в Голливуд», гастроли в США, Германии, Израиле, Канаде;
- 1998 — концерт на Площади Звёзд, сольный концерт на 50-летие государства Израиль (Тель-Авив, 14 мая 1998), гастроли в Германии, США и Объединённых Арабских Эмиратах;
- 1999 — шоу «Фотограф сновидений», гастроли на Украине, в России, в Беларуси, Израиле, США, Канаде, Германии, Прибалтике;
- 2001 — шоу «Безымянная планета», гастроли на Украине, в России, Прибалтике, США, Германии;
- 2002 — роль Короля в мюзикле Золушка;
- 2003 — концертный тур «Шестая жизнь» (Россия, Украина, США, Германия, Израиль);
- 2004, 11-14 марта — сольные концерты в БКЗ «Октябрьский», гастроли по России, Украине, США, Израилю;
- 2004, 12 марта — 300-й сольный концерт в Санкт-Петербурге;
- 2005 — концертная программа «Валерий Леонтьев представляет…» (Россия, Украина, Беларусь, Казахстан, Эстония, Латвия, Литва, Израиль);
- 2006—2008 — гастроли по России, Украине, Беларуси, Латвии, Казахстану, Узбекистану, Кыргызстану, Азербайджану, Израилю;
- 2009—2010 — юбилейное шоу «Люблю, скучаю, жду». Гастроли в России, на Украине, в Беларуси, Латвии, Казахстане, Узбекистане, Кыргызстане, Азербайджане, Израиле, Австралии;
- 21-22 октября 2011 — юбилейные концерты в Государственном Кремлёвском дворце (шоу «Лучший навсегда!»);
- 2012 — гастроли с концертной программой «Лучший навсегда!», посвящённой 40-летию творческой деятельности (Россия, Украина, США);
- 21-22 октября 2012 — юбилейные концерты в Кремлёвском дворце съездов (шоу «По многочисленным просьбам…»;
- 2013 — гастроли по России, Украине, Казахстану;
- 19, 21, 22 марта 2014 г. — юбилейные концерты в БКЗ «Октябрьский», Санкт-Петербург; 28 марта 2014 г. — юбилейный концерт в Государственном Кремлёвском дворце, апрель — тур по Дальнему Востоку, май — по Израилю, июль-август — Краснодарский край, Крым;
- 2015 — Творческий вечер Валерия Леонтьева на «Новой волне» в Сочи;
- 10 марта 2019 года, — юбилейный концерт в Государственном Кремлёвском дворце, 15, 17, 19 марта 2019 года — концерты в БКЗ «Октябрьский», Санкт-Петербург; в апреле — тур по Беларуси и России, май — по Казахстану и Израилю, июль — по Израилю. (Шоу «Я вернусь…»)
- 19 марта 2019 года в честь 70-летнего юбилея Валерию Леонтьеву предоставили возможность сделать традиционный полуденный выстрел из пушки в Петропавловской крепости в Санкт-Петербурге. Последним до Леонтьева, кто удостаивался такой чести, был президент России Владимир Путин[32];
- 2019—2022 — гастроли с юбилейным шоу «Я вернусь…».

### Дискография
Студийные альбомы:
| №  | Год  | Страна | Название             | Формат(ы)            | Лейбл               | Ссылки        |
| -- | ---- | ------ | -------------------- | -------------------- | ------------------- | ------------- |
| 1  | 1983 | СССР   | Муза                 | LP, стриминг         | Мелодия             | [ 34 ]        |
| 2  | 1984 | СССР   | Диалог               | LP, MC, стриминг     | Мелодия             | [ 35 ]        |
| 3  | 1984 | СССР   | Премьера             | LP, MC, CD           | Мелодия             | [ 37 ]        |
| 4  | 1986 | СССР   | Дискоклуб 16(Б)      | LP, MC               | Мелодия             | [ 39 ]        |
| 5  | 1986 | СССР   | Бархатный сезон      | LP                   | Мелодия             | [ 40 ]        |
| 6  | 1988 | СССР   | Я — просто певец     | LP                   | Мелодия             | [ 41 ]        |
| 7  | 1990 | СССР   | Дело вкуса           | LP, CD, стриминг     | Мелодия             | [ 43 ] [ 44 ] |
| 8  | 1990 | СССР   | Грешный путь         | LP, CD, стриминг     | Мелодия             | [ 41 ]        |
| 9  | 1993 | Россия | Ночь                 | LP, MC, CD, стриминг | SNC records         | [ 46 ] [ 47 ] |
| 10 | 1993 | Россия | Полнолуние           | LP, MC, CD, стриминг | Aprelevka Sound Inc | [ 46 ] [ 48 ] |
| 11 | 1994 | Россия | У ворот Господних    | LP                   | Aprelevka Sound Inc | [ 49 ]        |
| 12 | 1995 | США    | По дороге в Голливуд | CD, MC, стриминг     | APEX Records        | [ 50 ]        |
| 13 | 1998 | Россия | Санта-Барбара        | CD, MC, стриминг     | DANA Music          | [ 51 ]        |
| 14 | 1999 | Россия | Канатный плясун      | CD, MC, стриминг     | АРС Records         | [ 52 ]        |
| 15 | 1999 | Россия | Каждый хочет любить  | CD, MC, стриминг     | VL-Studio           | [ 53 ]        |
| 16 | 2001 | Россия | Августин             | CD, MC, стриминг     | VL-Studio           | [ 54 ]        |
| 17 | 2003 | Россия | Кленовый лист        | CD, MC, стриминг     | VL-Studio           | [ 55 ]        |
| 18 | 2004 | Россия | Ночной звонок        | CD, MC, стриминг     | Grand Records       | [ 56 ]        |
| 19 | 2005 | Россия | Падаю в небеса…      | CD, MC, стриминг     | Grand Records       | [ 57 ]        |
| 20 | 2009 | Россия | Годы странствий      | CD, стриминг         | Aprelevka Sound Inc | [ 57 ]        |
| 21 | 2011 | Россия | Художник             | CD, стриминг         | Monolit Records     | [ 57 ]        |
| 22 | 2014 | Россия | Любовь-капкан        | CD, стриминг         | Monolit Records     | [ 58 ]        |
| 23 | 2017 | Россия | Это любовь           | CD, стриминг         | Gamma Music         | [ 59 ]        |
| 24 | 2019 | Россия | Я вернусь…           | CD, стриминг         | Gamma Music         | [ 60 ]        |

Мини-альбомы:
| № | Год  | Страна | Название                                             | Формат(ы)    | Лейбл        |
| - | ---- | ------ | ---------------------------------------------------- | ------------ | ------------ |
| 1 | 1980 | СССР   | Опять влюбляюсь невпопад                             | LP           | Мелодия      |
| 2 | 1982 | СССР   | Муза                                                 | LP           | Мелодия      |
| 3 | 1984 | СССР   | Мир для влюблённых (сплит с А. Серовым)              | LP           | Мелодия      |
| 4 | 1985 | СССР   | Бабочки на снегу (сплит с А. Пугачёвой и А. Лазарюк) | LP           | Мелодия      |
| 5 | 1995 | США    | По дороге в Голливуд                                 | CD           | APEX Records |
| 6 | 2017 | Латвия | Live at Laima Rendezvous (концертный)                | Стриминг     |              |
| 7 | 2021 | Россия | На крыльях любви                                     | CD, стриминг | Gamma Music  |

### Фильмография

#### Актёр
- 1981 — На чужом празднике — Олег, портной
- 1985 — Не ходите, девки, замуж — камео
- 1986 — Как стать звездой — певец
- 1990 — Захочу — полюблю — приятель Дон Хуана
- 1992 — Экстрасенс — Китаец
- 1996 — Карнавальная ночь 2 — камео
- 1997 — Старые песни о главном 3 — лорд Бэкингем / «Африк Симон»
- 2000 — Старые песни о главном. Постскриптум — «Шарль Азнавур»
- 2002 — Золушка — Король

#### Только вокалист за кадром
- 1983 — Последний довод королей

### Фильмы-концерты и телевизионные ревю
- 1979 — Крымские зори
- 1979 — Фильм-концерт «Olümpiaregati tähed / Звёзды олимпийской регаты» ЦТ и ETV
- 1982 — Поёт Валерий Леонтьев
- 1983 — Аншлаг
- 1984 — Я с тобой не прощаюсь
- 1984 — Ветры Балтики ETV
- 1985 — Витражных дел мастер
- 1986 — Клоун с осенью в сердце
- 1987 — Валерий Леонтьев (фильм)
- 1990 — Валерий Леонтьев. Дай мне уйти с тобой
- 1991 — Поёт Валерий Леонтьев
- 1991 — Made in India
- 1997 — Субботний вечер с Валерием Леонтьевым — музыкальный фильм телеканала «РТР»
- 1997 — Такой разный Валерий Леонтьев
- 1997 — Парад парадов представляет Валерий Леонтьев — фильм телеканал «ТВ-6»
- 2004 — Фильм-концерт Мои корабли
- 2009 — Больше, чем жизнь — фильм Вячеслава Ткаченко
- 2009 — Бенефис Валерия Леонтьева «Книга судьбы» — фильм-концерт телеканала «НТВ»
- 2012 — Юбилейный концерт Валерия Леонтьева «Лучший навсегда!» — Первый канал
- 2012 — «Мчится время будто всадник» — фильм-концерт телеканала «ТВ Центр»
- 2019 — Юбилейный концерт Валерия Леонтьева «Я Вернусь…» — Первый канал

### Документальные фильмы и телепередачи
- 2000 — «Обратная сторона Валерия Леонтьева» («ОРТ»)
- 2003 — «Три мелодии для фильма Валерия Леонтьева» (фильм Студии Валерия Леонтьева)
- 2009 — «Валерий Леонтьев: „Утерянный смех“» (телеканала «Интер» (Украина))
- 2009 — «Валерий Леонтьев в Коми» (фильм Коми «РТК» в 5 частях)
- 2010 — «Валерий Леонтьев. „Я ещё не жил“» (Первый канал)[62]
- 2021 — «Валерий Леонтьев. „Наивно это и смешно“» (Первый канал)[63]

### Видеоклипы
- 1983 — Полёт на дельтаплане
- 1988 — Маргарита
- 1995 — По дороге в Голливуд
- 2000 — Августин[64]
- 2001 — Рыжий кот
- 2001 — Настройщик
- 2001 — Мишель[57]
- 2003 — Ночной звонок[65]
- 2004 — А ми удвох (с Дмитрием Гордоном)[66]
- 2021 — «На крыльях любви»[67]
- 2021 — «Бродяга» («Прощай, бродяга!») — концертный клип на основе выступления 2020 года на канале Music Box Russia[68]

Леонтьев в своих интервью неоднократно называл своим первым клипом «Маргариту» 1988 года. Однако до появления последнего было снято множество студийных видео для ТВ, также иногда называвшихся клипами: «Там, в сентябре» (1980); «Маска», «Кто виноват?» (1981); «Куда уехал цирк», «Полёт на дельтаплане», «Муза», «Спасибо, любовь» (1982); «Поющий мим», «Свидание в Юрмале», «Пароходы» (1984), «Арена», «Маяк», «Конь, мой конь» (1986); «Венский вальс», «Верблюды», «Заклинательница змей», «Выставка собак», «Доплыву до Индии» (1987). В большинстве своём эти видео были сняты для музыкальных программ «Поёт Валерий Леонтьев» (1982), «Я с тобой не прощаюсь» (1984), «Автограф» (1987).

#### Камео в клипах других исполнителей
- 2018 — Филип Киркоров и Николай Басков — Ibiza
- 2021 — Игорь Наджиев — Настанет миг (2 версии)

### Песни

Именная плита на Аллее лауреатов специальной награды Президента Республики Беларусь «Через искусство — к миру и взаимопониманию» города (Витебск, 2009 год)

Валерий Леонтьев является соавтором как минимум 13-ти песен из своего репертуара. В большинстве композиций это касается музыки, реже слов.

#### Песни в качестве композитора
Музыка ко всем песням написана в соавторстве с Юрием Варумом.
- Выставка собак (сл. Симон Осиашвили)
- Запомни их летящими (сл. Николай Денисов)
- Знакомая сказка (сл. Николай Денисов)
- Игра № 1 (сл. Николай Денисов)
- Костры (сл. Николай Денисов)
- Кукарача (сл. Николай Денисов)
- Монголия (автор слов неизвестен)
- Небоскрёбы (сл. Евгений и Розита Давыдовы)
- Продавец цветов (сл. Симон Осиашвили)
- Я вышел к микрофону (сл. Николай Денисов)
- Я не люблю (сл. Михаил Герцман)

#### Песни в качестве поэта
- Прикоснись (муз. Алексей Гарнизов / сл. Валерий Леонтьев и Николай Денисов)
- Рождение дня (муз. Лора Квинт / сл. Валерий Леонтьев и Владимир Костров)

## Награды

### Государственные награды и звания Российской Федерации
[[Файл:Valery-Leontiev1.jpg|мини|300px|{{center|Награждение орденом Дружбы, 31 июля 2014 года]]

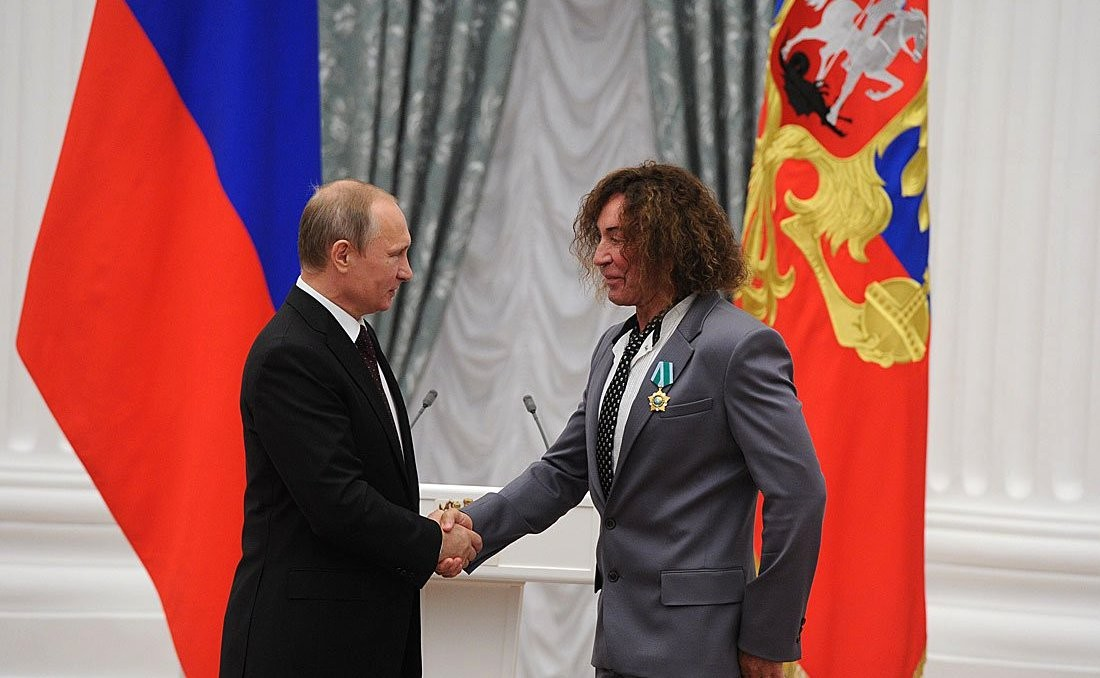
center|Награждение орденом Дружбы, 31 июля 2014 года

- Народный артист Российской Федерации (9 марта 1996) — за большие заслуги в области искусства[71]
- орден «За заслуги перед Отечеством» IV степени (19 марта 2005) — за большой вклад в развитие музыкального искусства[72][73]
- орден Почёта (20 марта 2009) — за большие заслуги в развитии отечественного эстрадного искусства и многолетнюю творческую деятельность[74]
- орден Дружбы (31 марта 2014) — за достигнутые трудовые успехи, значительный вклад в социально-экономическое развитие Российской Федерации, заслуги в гуманитарной сфере, укреплении законности и правопорядка, активную законотворческую, общественную деятельность, многолетнюю добросовестную работу[75]
- орден «За заслуги перед Отечеством» III степени (21 февраля 2022) — за большой вклад в развитие отечественной культуры и искусства, многолетнюю плодотворную деятельность[76]

#### Ведомственные награды Российской Федерации
- Премия МВД России в области литературы и искусства (1999)

#### Награды субъектов Российской Федерации
- Народный артист Республики Коми (2009)[77]
- Медаль «За веру и добро» (Кемеровская область, 2010)[78]
- Почётный гражданин Якутии (2014)[79]
- Премия Правительства Москвы в области литературы и искусства (1996)

### Государственные награды и звания СССР
- Премия Ленинского комсомола (1985) — за пропаганду советской эстрадной песни среди молодёжи и высокое исполнительское мастерство
- Заслуженный артист Украинской ССР (1987)

### Награды других стран
- Премия Президента Беларуси Через искусство — к миру и взаимопониманию. Вручена Александром Лукашенко 12 июля 2009 года[80][81]

### Прочие награды, премии, поощрения и общественное признание
- орден «За возрождение России. XXI век» (2003)
- орден Михаила Ломоносова (АБОП, 2007)
- орден Петра Великого I степени (АБОП, 2007)
- Член МПА — Международной полицейской ассоциации (2007)

### Музыкальные премии
1970-е
- I премия на Всесоюзном конкурсе на лучшее исполнение песен стран социалистического содружества в Ялте (1979)

1980-е
- I премия XVI Международного фестиваля «Золотой Орфей» в Болгарии (1980)[82].
- «Звуковая дорожка» в номинации «Певец года-1980»[83]
- «Приз популярности» на музыкальном фестивале «Ереван — 81» (1981)
- «Певец-года-1981» согласно конкурсу «Эстрада-81» (номинация «Солист года)» (Комсомольская правда 05.02.1982)
- «Певец года-1983» согласно опросу читателей газеты «Смена» (в рубрике «Звезды-83»)[84]
- «Певец года-1984» согласно опросу читателей газеты «Смена» (в рубрике «Звезды-84»)
- «Певец года-1985» согласно опросу читателей газеты «Смена» (в рубрике «Звезды-85»)[85]
- «Звуковая дорожка» в номинации «Певец года-1984»
- «Звуковая дорожка» в номинации «Певец года-1985»[85]
- «Звуковая дорожка» в номинации «Певец года-1986»[85]
- «Певец года-1988» по итогам открытого голосования ИТАР-ТАСС[86]

1990-е
- «Певец года-1990» согласно общесоюзному хит-параду ТАСС[86]
- «Лучшая песня 1990» согласно общесоюзному хит-параду ТАСС «Грешный путь»[86]
- World Music Awards 1991 — «Золотой скрипичный ключ» за наибольшее количество продаваемых дисков в СССР[87]
- «Профи-1991» в номинации «Певец года»
- «Певец года-1992» согласно хит-параду газеты «Вечерняя Москва» и телевизионному хит-параду «Останкино»
- «Лучшая песня-1992» (У ворот Господних) согласно хит-параду газеты «Вечерняя Москва» телевизионному хит-параду «Останкино»
- «Овация 1993». Приз — «за неубывающий артистизм» (учреждена специально для Валерия Леонтьева)
- «Звуковая дорожка 1996» за лучшее шоу года — «По дороге в Голливуд»
- «Овация 1996» за лучшее шоу-зрелище года («По дороге в Голливуд»)
- «Овация 1996» в номинации «Певец года-1996»
- «Песня года 97» — специальные призы «Певец года» и «За огромный вклад в развитие российской эстрады»
- «Золотой Граммофон 1997» за песню «Один билет»
- «Овация 1998», премия «Живая легенда»[88]
- «Стопудовый хит 1998» — премия от радиостанции Хит FM за песню «Девять хризантем»
- Открытие именной звезды на Площади звёзд у ГЦКЗ «Россия» в Москве (1998).
- «Звуковая дорожка 1999» за лучшее шоу года — «Фотограф сновидений»
- «Овация 1999» за лучшее шоу-зрелище года («Фотограф сновидений»)
- «Золотой граммофон 1999» за хит «Каждый хочет любить»[89]
- «Стопудовый хит 1999» — премия от радиостанции Хит FM за песню «Каждый хочет любить»

2000-е
- «Стопудовый хит 2000» премия от радиостанции «Хит FM» за песню «Августин»
- «Золотой граммофон 2000» за хит «Августин»[90]
- «Звуковая дорожка» 2001 за лучшее шоу года — супершоу «Безымянная планета»
- «Премия Муз-ТВ 2003» — специальный приз «За достижения в развитии популярной музыки»[91]
- «Золотой Граммофон 2005» — специальный приз «За вклад в развитие российской поп-музыки»[92]
- «Золотой Граммофон 2008» за песню «Голуби»[93]
- «Бог Эфира 2009» — специальный приз «Радиорекорд»
- «Звуковая дорожка 2009» — специальный приз «Легенда»[94]

2010-е
- «Звуковая дорожка 2014» — «За вклад в развитие отечественной эстрады»[95]
- 2015 — «Российская Национальная музыкальная премия» — «за уникальный вклад в становление российской эстрадной музыки»[96]
- 2019 — «Российская Национальная музыкальная премия „Виктория“» — «за вклад в развитие отечественной культуры»

### Участие в фестивале «Песня года»
| Год  | Финал |
| ---- | --- |
| 1981 | «Ненаглядная сторона» |
| 1983 | «Полёт на дельтаплане», «Сердце человека» (с ВИА «Надежда») |
| 1984 | «Затмение сердца» |
| 1985 | «Три минуты», «Наедине со всеми» |
| 1986 | «Лето, прощай», «Сожалею» |
| 1987 | «Белая ворона» |
| 1988 | «Афганский ветер», «Доктор Время» |
| 1989 | «Грешный путь», «Маргарита» |
| 1990 | «Память», «Белый снег» |
| 1991 | «Я заводной» |
| 1992 | «Мулатка-шоколадка» |
| 1993 | «Воздуха глоток», «Казанова» |
| 1994 | «Исповедь» |
| 1995 | «Танго разбитых сердец» |
| 1996 | «Человек дождя», «Сокровища Чёрного моря» |
| 1997 | «Санта-Барбара», «Один билет» |
| 1998 | «Канатный плясун», «Ты меня не забывай» |
| 1999 | «Мой двадцатый век», «Каждый хочет любить», «Зелёный свет», «Вернисаж» (с Лаймой Вайкуле) |
| 2000 | «Казанова», «Волчья страсть», «Августин» |
| 2001 | «Кленовый лист», «Настройщик» |
| 2002 | «Давай, давай», «Шери», «Миллионы ангелов» |
| 2003 | «Ночной звонок», «Танцуй со мной» |
| 2004 | «Ягодка», «Я улетаю» |
| 2005 | «Исчезли солнечные дни» |
| 2006 | «Воздушные замки» |
| 2007 | «Криминаль-танго» |
| 2008 | «Помоги» |
| 2009 | «Музыка Кубы» |
| 2010 | «А любовь жива» |
| 2011 | «Маргарита» |
| 2012 | Попурри из песен «Там в сентябре», «Ненаглядная сторона», «Куда уехал цирк», «Вероока», «Ягодка», «Сокровища Чёрного моря», «Полёт на дельтаплане», «Маргарита», «Исчезли солнечные дни», «Каждый хочет любить», «Разноцветные ярмарки», «Казанова», «Зелёный свет», «Ты меня не забывай» |
| 2013 | «Любовь капкан» |
| 2014 | «Уполномочена небом» |
| 2015 | «Паромщик» |
| 2016 | «Это любовь» |
| 2017 | «Ветер скрипач» |
| 2018 | «Мы спасены», «Свяжи небо спицами» |
| 2019 | «Пожалей меня» |
| 2020 | «На крыльях любви» |
| 2021 | «Аэроплан» |